# Pollo Mactas
Daniel Oscar Pollo Mactas (30 de septiembre de 1946) es un músico, actor y personalidad radial argentino.

## Biografía

### Carrera
En 1978, mientras convivía con Vinicius de Moraes en Punta del Este formó un dúo con Eduardo Makaroff: Edu y el Pollo. Editaron dos álbumes, en los que participaron Charly García, Andrés Calamaro, Piero, Suéter, Alejandro Lerner y Daniel Melingo. Participaron en un programa infantil en Canal 7 Argentina, junto a Gachi Ferrari. Luego de presentarse en Puerto Rico y en Miami se trasladaron a París, donde residieron seis años. Formaron el dúo Mano a Mano. Difundieron lo que llamaron "Tango Joyeux", tango humorístico.
Mactas fue nombrado Académico del Tango de París en el año 1995. Regresó a la Argentina para presentar el espectáculo Supertango en Michelangelo, histórico club de tango de Buenos Aires. Hizo unas 1500 presentaciones. En el año 2000, participó en las representaciones teatrales de Lo que me costó el amor de Laura, opereta de Alejandro Dolina. Luego trabajó junto a Dolina en Radiocine en 2002 y en el programa La venganza será terrible
Debutó en Radio Belgrano en la década de 1980, donde hacía El programa que no tiene nombre, junto a Eduardo Makaroff, Carlos Belloso y otros. Desde entonces ha participado en diversos programas radiales, siempre vinculados con el tango y la agenda cultural de la ciudad de Buenos Aires. Condujo Todos los Gatos son Pardos por FM Radio La Isla. Actualmente hace RadioActividad, híbrido musical, teatral, radial y televisivo, homenaje a la radiofonía argentina que se emite por AM 1110 Radio Ciudad y por el canal de TV Ciudad Abierta.
Daniel es hermano menor del reconocido periodista y  escritor Mario Mactas.

## Discografía
- Muchas cosas (1983)[7]
- Edu y el Pollo (1984)[8]
- Paso a paso (2000)

## Filmografía
Música
- Te amo (1986)